# سنك آب
سنك أب (بالفارسية: سنگ آب) هي قرية أفغانية في مقاطعة خواهان التابعة لولاية بدخشان الواقعة في شمال شرق أفغانستان.